# Landsbond der Christelijke Mutualiteiten
De Landsbond der Christelijke Mutualiteiten (LCM), kortweg Christelijke Mutualiteit (CM) is een Belgisch ziekteverzekeringsfonds dat twee regionale ziekenfondsen groepeert. Met haar vier en een half miljoen leden is CM veruit het grootste ziekenfonds van het land. De ziekenfondsen dragen een RIZIV-identificatienummer dat steeds begint met een 1 (1xx).

## Onderliggende ziekenfondsen
De Christelijke Mutualiteit is actief in heel België. Sinds 2022 bestaat ze uit één Nederlandstalig (CM Vlaanderen, 120) en één Frans- en Duitstalig ziekenfonds (Mutualité chrétienne, 134).
Vóór 2022 was dit de situatie:
- Vlaanderen en Brussel
  - CM Antwerpen (101)
  - CM Brugge (110)
  - CM Leuven (108)
  - CM Limburg (131)
  - CM Midden-Vlaanderen (120): Aalst, Eeklo, Gent en Oudenaarde
  - CM Oostende (112)
  - CM Roeselare-Tielt (113)
  - CM Sint-Michielsbond (126): Brussel, Halle, Vilvoorde, Tervuren
  - CM regio Mechelen-Turnhout (105)
  - CM Waas en Dender (121): Dendermonde en Sint-Niklaas
  - CM Zuid-West-Vlaanderen (111): Ieper en Kortrijk
- Wallonië
  - MC Waals-Brabant (109)
  - MC Oostelijk Henegouwen (128)
  - MC Picardië (Westelijk Henegouwen) (129)
  - MC Luik (130)
  - MC Luxemburg (132)
  - MC Namen (134)
  - MC Saint-Michel (=Brussel) (135)
- Duitstalige gemeenschap/Wallonië
  - MC Verviers-Eupen (137)

## Jeugddienst

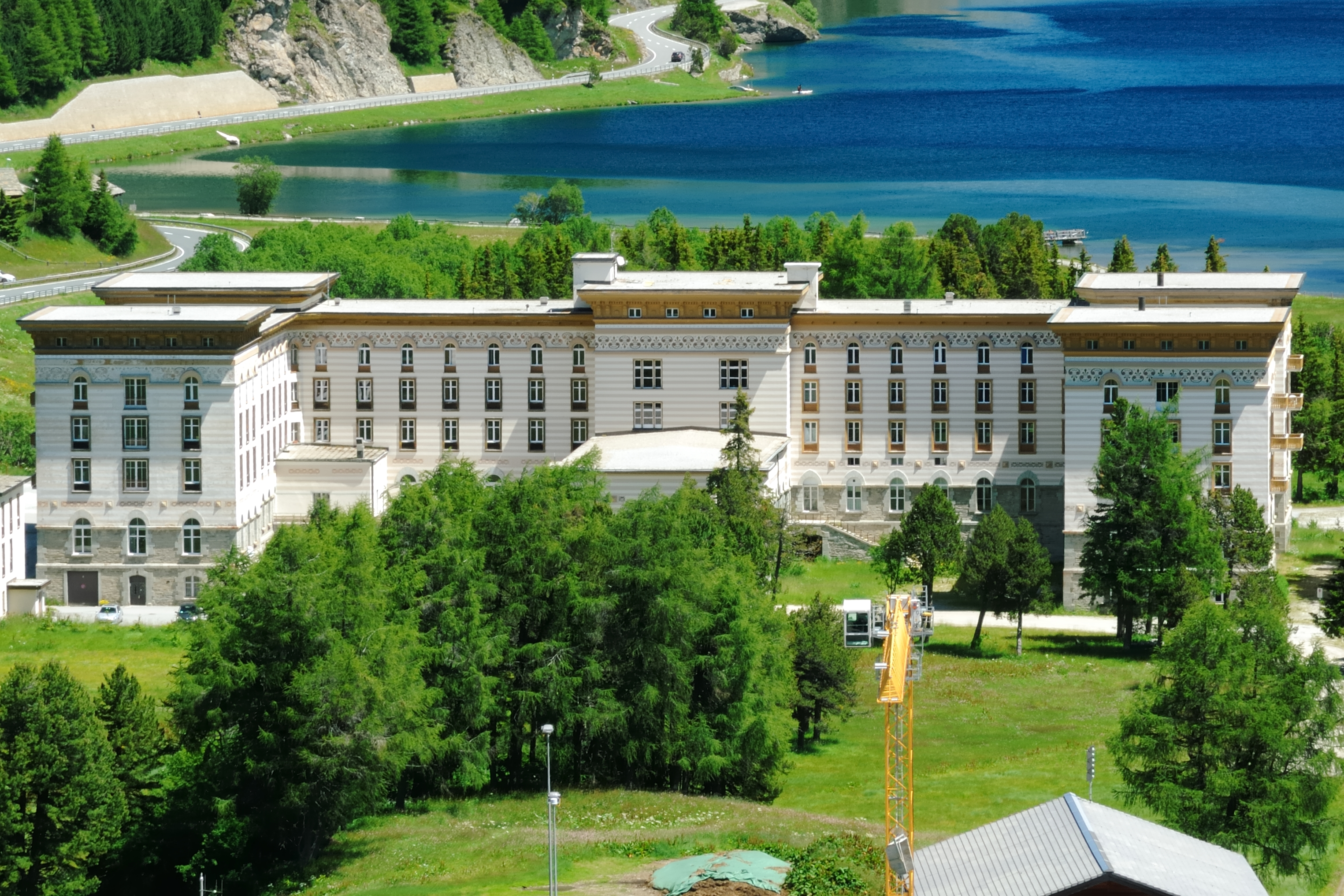
"Maloja Palace" in Maloja (Zwitserland) waar veel Vlamingen met de jeugddienst (Jeugd en Gezondheid, nu Kazou) op reis gingen

## Bestuur
| Periode      | Voorzitter                            |
| ------------ | ------------------------------------- |
| 1906 - 1921  | Edouard de Pierpont de Rivière        |
| 1921         | Romain Moyersoen                      |
| 1922 - 1927  | Jean-Baptiste de Ghellinck d'Elseghem |
| 1927 - 1946  | Jan-Jozef De Clercq                   |
| 1946 - 1964  | Herman Kuypers                        |
| 1964 - 1976  | Louis Van Helshoecht                  |
| 1976 - 1991  | Robert Van den Heuvel                 |
| 1991 - 1993  | Jean Hallet                           |
| 1993 - 2014  | Marc Justaert                         |
| 2015 - heden | Luc Van Gorp                          |

## Trivia
In 2009 wordt aan hen de Wablieft-prijs voor klare taal toegekend omdat ze bij briefwisseling naar hun klanten toe begrijpelijke taal gebruiken zonder vakjargon. Deze prijs moeten zij delen met de Socialistische Mutualiteiten.